# Distretto di Gampaha
Il distretto di Gampaha è un distretto dello Sri Lanka, situato nella provincia Occidentale e che ha come capoluogo Gampaha.
È formato da 13 segretariati divisionali.

## Città
- Attanagalla
- Biyagama
- Divulapitiya
- Dompe
- Gampaha
- Ja-Ela
- Katana
- Kelaniya
- Mahara
- Minuwangoda
- Mirigama
- Negombo
- Wattala